# آ س رایو ناگار
آ س رایو ناگار (به لاتین: A. S. Rao Nagar) در هند است که در آندرا پرادش واقع شده‌است.